# Alboácem Amade ibne Maomé ibne Abedalá ibne Almudabir

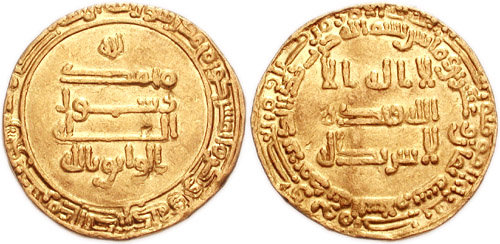
Dinar de Aluatique r.

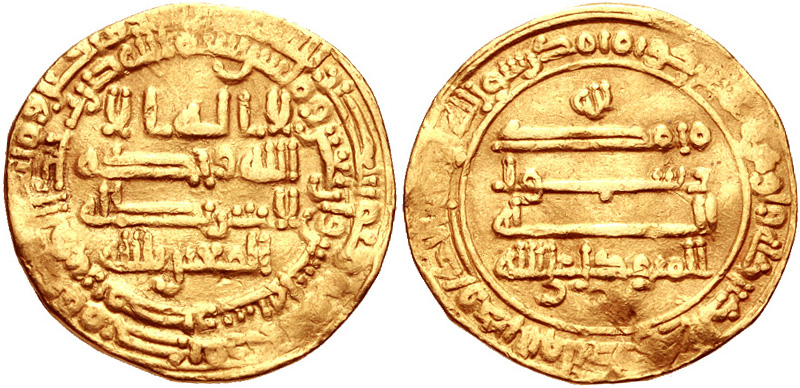
Dinar de Mutavaquil r.

Alboácem Amade ibne Maomé ibne Abedalá ibne Almudabir (Abu’l-Ḥasan Aḥmad ibn Muḥammad ibn ʿAbdallāh ibn al-Mudabbir), comumente conhecido simplesmente como ibne Almudabir, foi um cortesão sênior e administrador fiscal do Califado Abássida, servindo pelo governo central, na Síria e Egito. Ele é melhor conhecido por sua mal-sucedida luta de poder pelo controle do Egito contra Amade ibne Tulune (r. 868–884) em 868–871. O Kitāb al-Fihrist de ibne Nadim relata que Alboácem era o autor de um agora perdido "Livro de Companheirismo e Conversação" (Kitāb al-Mujālasa wa ’l-mudhākara), enquanto escassos poemas e anedotas sobre sua vida estão preservados em várias coleções e trabalhos históricos.

## Vida
Alboácem e seu irmão, Abu Ixaque Ibraim, foram possivelmente de origem persa. Ambos era distintos homens de letras e ascenderam à proeminência na corte dos abássidas em Samarra. Alboácem aparece como diretor do departamento do exército (divã aljaixe) sob o califa Aluatique (r. 842–847). Sob Mutavaquil (r. 847–861), ascendeu ainda mais. O califa estimava sua habilidade como poeta, e nomeou-o para supervisionar sete divãs, possivelmente como uma espécie de vice-vizir. Em 854, contudo, o atual vizir, Ubaide Alá ibne Cacane, vendo nele um rival perigoso, maquinou para que ele fosse preso.
Sua desgraça não durou muito, e logo foi libertado e nomeado como administrador fiscal (amil al-caraje, "supervisor do imposto fundiário") para os distritos sírios de Damasco e Jordão. De lá ele moveu-se, talvez em 861, para o mesmo posto no Egito. Para impulsionar a receita da província, tomou uma série de medidas, incluindo dobrar o caraje e a jizia e criando novos impostos (mukus) - um movimento amplamente denunciado como não-corânico, impondo um monopólio de Estado sobre a soda cáustica, e privando o clero cristão de seus tradicionais privilégios e isenções fiscais. Como resultado, tornou-se muito poderoso, bem como o mais odiado homem do Egito, e foi constantemente escoltado por uma centena de jovens guarda costas.

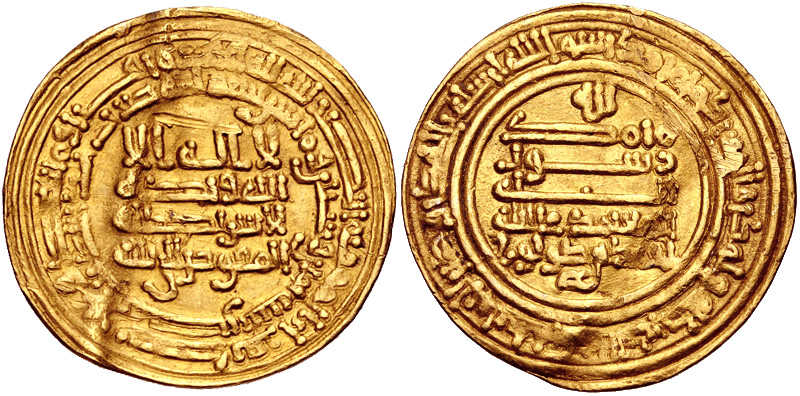
Dinar de Amade ibne Tulune r.

Sua queda começou em setembro de 868, com a chegada do novo governador do Egito, Amade ibne Tulune (r. 868–884). Alboácem tentou vencer ibne Tulune ao oferecer-lhe um grande presente em dinheiro, mas o último recusou. Pelos quatro anos seguintes, os dois conduziram uma luta pelo poder dentro do país, bem como através de seus parentes e emissários na corte abássida. Ibne Tulune emergiu vitorioso da contenda: em 871, derrubou e prendeu Alboácem, confiscou suas propriedades e tomou a administração fiscal para si. Alboácem foi libertado e enviado para a Síria (871/872), onde novamente ocupou seu antigo posto de amil de Damasco e do Jordão, bem como da Palestina. Em 877, contudo, ibne Tulune capturou a Síria, e em sua entrada em Damasco aprisionou Alboácem e forçou-o a pagar um resgate de 600 mil dirrãs. Ele foi então levado ao Egito, onde morreu, ainda preso, em 883/884.